# Tonight I'm Yours
Tonight I'm Yours es el decimoprimer álbum de estudio del cantante británico de rock Rod Stewart, publicado en 1981 por Warner Bros. Records para los Estados Unidos y por Riva Records para el mercado británico, siendo su último disco con esta discográfica. A pesar de obtener un recibimiento en las listas musicales similar a Foolish Behaviour del año anterior, sus ventas no pudieron superar lo conseguido anteriormente en algunos países europeos.

## Antecedentes
Durante los primeros dos años de la década de los ochenta, el auge del soft rock y del new wave crecieron enormemente en los mercados globales, por ello Rod decidió asimilar estas tendencias musicales pero sin perder del todo su característico estilo. Estos nuevos elementos dentro de su carrera, le otorgaron muy buenas críticas de la prensa especializada y a su vez un buen recibimiento por parte de sus fanáticos.
Además y dentro del listado de canciones incluyó tres versiones; «How Long?» original de la banda inglesa de principios de los setenta Ace, «Tear It Up» de The Rock and Roll Trio y «Just Like a Woman» de Bob Dylan. Por otro lado cabe mencionar que el tema «Never Give Up on a Dream» fue dedicado al atleta canadiense Terry Fox que corrió 3339 millas (5373 km) con una pierna ortopédica en la Maratón de la Esperanza, con el fin de recaudar dinero para la investigación del cáncer. Lamentablemente el mismo año que se lanzó el álbum, Terry falleció de cáncer de pulmón.

## Recepción comercial y promoción
Al igual que sus anteriores trabajos de estudio, Tonight I'm Yours obtuvo buenos puestos en las listas globales. Por ejemplo en los Estados Unidos alcanzó el decimoprimer lugar en los Billboard 200, mientras que en el Reino Unido llegó hasta la octava posición en la lista UK Albums Chart. Para el año 1982 el disco había vendido más de un millar de copias en el mercado estadounidense, equivalente a disco de platino otorgado por la Recording Industry Association of America. Por otro lado, en el Reino Unido superó las 100 000 ejemplares vendidas, recibiendo disco de oro por la British Phonographic Industry en el mismo año.
En cuanto a su promoción se lanzaron los sencillos «Tonight I'm Yours (Don't Hurt Me)» y «Young Turks» en el mismo año, que se posicionaron en los puestos 20 y 5 en la lista Billboard Hot 100 respectivamente. A su vez en 1982 se publicaron los sencillos «Just Like a Woman», «How Long?», «Jealous» y «Tora, Tora, Tora (Out with the Boys)» con relativos resultados en las listas musicales del mundo.

## Lista de canciones
| N.º | Título                                 | Escritor(es)                                      | Duración |  |
| 1.  | «Tonight I'm Yours (Don't Hurt Me)»    | Stewart, Jim Cregan, Kevin Savigar                | 4:12     |  |
| 2.  | «How Long?»                            | Paul Carrack                                      | 4:12     |  |
| 3.  | «Tora, Tora, Tora (Out With The Boys)» | Stewart                                           | 4:31     |  |
| 4.  | «Tear It Up»                           | Dorsey Burnette, Johnny Burnette                  | 2:29     |  |
| 5.  | «Only a Boy»                           | Stewart, Jim Cregan, Kevin Savigar                | 4:11     |  |
| 6.  | «Just Like a Woman»                    | Bob Dylan                                         | 3:55     |  |
| 7.  | «Jealous»                              | Stewart, Carmine Appice, Jay Davis, Danny Johnson | 4:33     |  |
| 8.  | «Sonny»                                | Stewart, Cregan, Savigar, Bernie Taupin           | 4:05     |  |
| 9.  | «Young Turks»                          | Stewart, Appice, Duane Hitchings, Savigar         | 5:07     |  |
| 10. | «Never Give Up on a Dream»             | Stewart, Cregan, Taupin                           | 4:22     |  |

## Posicionamiento en listas semanales
| País           | Lista                 | Posición |
| -------------- | --------------------- | -------- |
| Canadá         | Canadian Albums Chart | 1        |
| Suecia         | Sverigetopplistan     | 2        |
| Nueva Zelanda  | RIANZ Charts          | 4        |
| Reino Unido    | UK Albums Chart       | 8        |
| Estados Unidos | Billboard 200         | 11       |
| Australia      | ARIA Charts           | 11       |
| Países Bajos   | MegaCharts            | 12       |
| Italia         | Top 100 Artisti       | 17       |
| Japón          | Japan Albums Charts   | 19       |
| Noruega        | VG-lista              | 20       |
| Alemania       | Media Control Charts  | 42       |

## Certificaciones
| País           | Organismo certificador | Certificación    | Ventas certificadas | Ref.   |
| -------------- | ---------------------- | ---------------- | ------------------- | ------ |
| Estados Unidos | RIAA                   | Platino          | 1 000               | [ 5 ]  |
| Canadá         | CRIA                   | 2x Doble platino | 200 000             | [ 17 ] |
| Hong Kong      | IFPI - Hong Kong       | Platino          | 15 000              | [ 18 ] |
| Reino Unido    | BPI                    | Oro              | 100 000             | [ 6 ]  |

## Músicos
- Rod Stewart – voz
- Jim Cregan – guitarra y coros
- Robin Le Mesurier – guitarra
- Jeff Baxter – guitarra y guitarra de pedal steel
- Danny Johnson – guitarra
- Byron Berline – violín
- Jimmy Zavala – armónica y saxofón
- Kevin Savigar – teclados
- Duane Hitchings – teclados
- Jay Davis – bajo
- Carmine Appice – batería, caja de ritmos y coros
- Tony Brock – batería, pandereta y coros
- Paulinho da Costa – percusión
- Tommy Vig – campanas tubulares
- Penny Jones – solista
- Linda Lewis, Coro de la Comunidad Pentecostal – coros
- Karat Faye – ingeniero